# Christian Cay Lorenz Hirschfeld

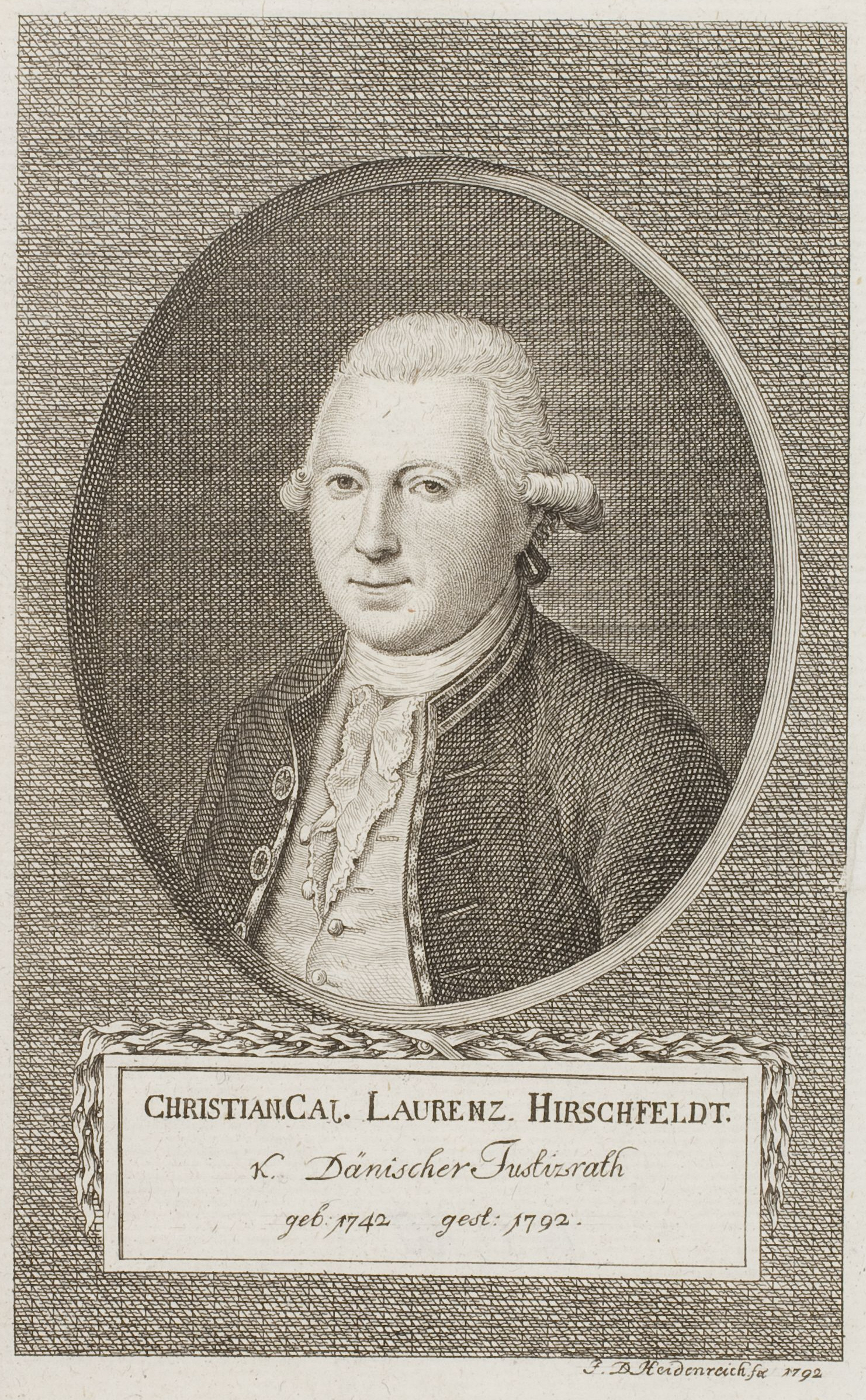
Christian Cay Lorenz Hirschfeld, Kupferstich von J. D. Heidenreich (1792)

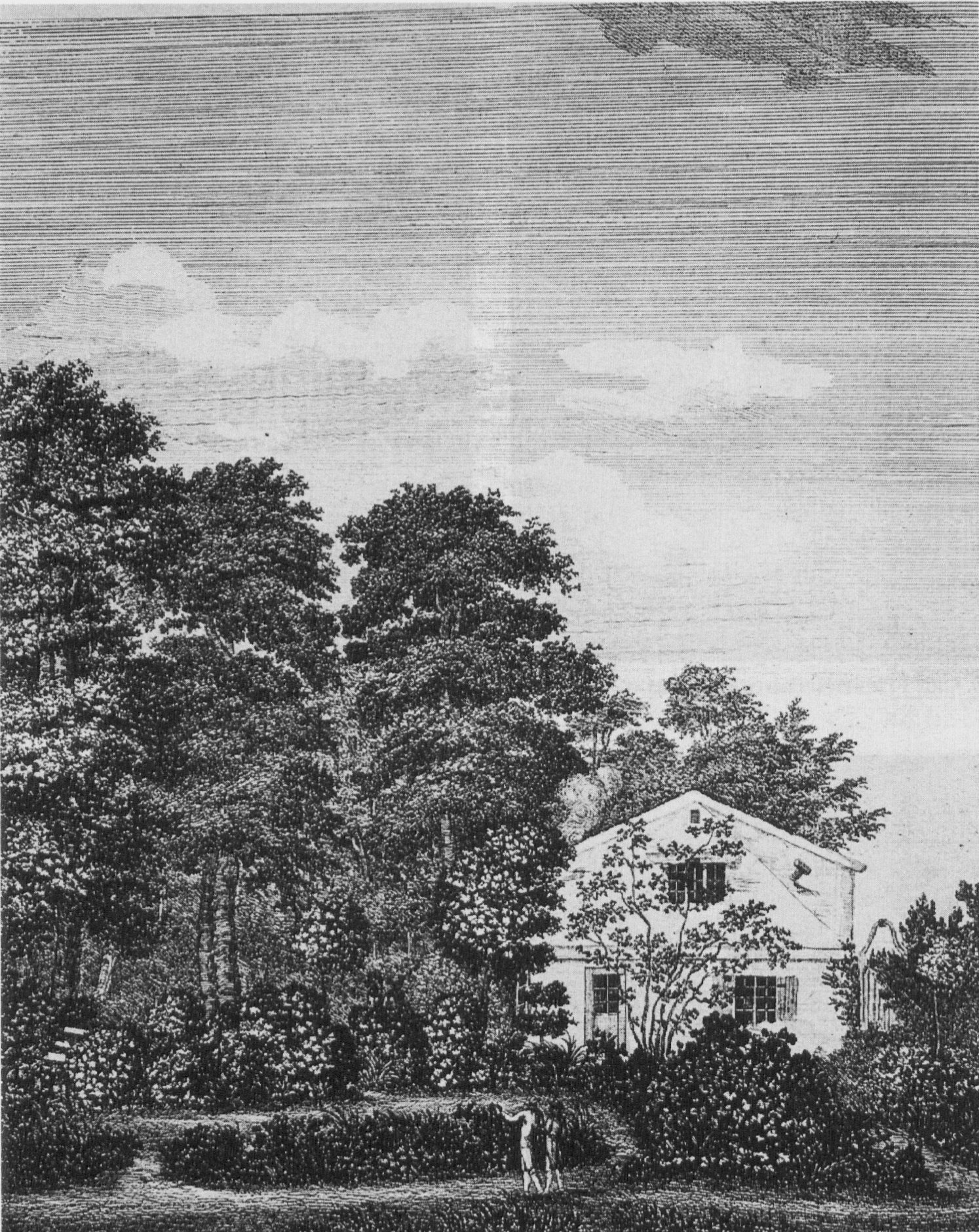
Hirschfelds Wohnhaus in Düsternbrook, Radierung von Heinrich August Grosch (1790)

Christian Cay Lorenz Hirschfeld (* 16. Februar 1742 in Kirchnüchel; † 20. Februar 1792 in Kiel) war ein deutscher Gartentheoretiker der Aufklärung, Universitätslehrer der Philosophie und Kunstgeschichte im Dienst des Dänischen Gesamtstaates sowie Verfasser zahlreicher Bücher. Er galt als ein Fürsprecher des Landschaftsgartens empfindsam-romantischer Prägung.

## Jugend und Ausbildung
Hirschfeld war das zweite von vier Kindern des Pastors Johann Heinrich Hirschfeld (1700–1754) und dessen Frau Margarethe Sibylle (geborene Reinboth, 1711–1759), einer Pastorentochter. Nach dem Tod des Vaters, der ihn selbst unterrichtet hatte, fand seine Ausbildung in Halle statt: Dem Besuch der Lateinschule der Francke’schen Stiftungen von 1756 bis 1760 folgte ein Studium der Theologie, Philosophie und „Schönen Wissenschaften“ (so viel wie Geschichte und Ästhetik der Kunst) bis 1763.
Friedrich August, Fürstbischof von Lübeck, beschäftigte ihn ab 1765 als Hauslehrer für Wilhelm August (1759–1774) und Peter Friedrich Ludwig (1755–1829), Söhne von Georg Ludwig von Schleswig-Holstein-Gottorf, die nach dem Tod beider Eltern unter Katharina II. und seiner Vormundschaft standen. 1767 musste Hirschfeld nach einem gemeinsamen, zweijährigen Aufenthalt in Bern aufgrund einer Auseinandersetzung mit dem für die Erziehung der Prinzen zuständigen Carl Friedrich von Staal seine Entlassung hinnehmen. Im selben Jahr erschien mit dem Landleben in der Schweiz sein erstes Buch. 1768 hielt er sich in Leipzig, 1769 in Hamburg auf.

## Universitätslehrer und Publizist
Mit dem Wiederaufstieg der Kieler Christian-Albrechts-Universität ab 1768 begann Hirschfelds wissenschaftliche Laufbahn, nachdem Katharina II. ihn zum Sekretär einer Kommission zur Neuorganisation der Hochschule bestimmt hatte. Ab 1770 hielt er als außerplanmäßiger Professor regelmäßig Vorlesungen. Der Austauschvertrag von Zarskoje Selo 1773 verbesserte die Lage weiter, Hirschfeld wurde zum ordentlichen Professor der Philosophie und Schönen Künste berufen.
Für Gartenstudien bereiste er Dänemark (1780), Deutschland (1781/1783) und die Schweiz (1783). Unterstützung erhielt er durch Heinrich Carl von Schimmelmann und Caspar von Saldern, während die Sympathie seines Dienstherrn in der Kopenhagener Kanzlei, Andreas Peter von Bernstorff, rasch schwand; mit Schimmelmanns Tod 1782 und dem Sturz Ove Høegh-Guldbergs 1784 verschlechterte sich Hirschfelds universitäre Situation dauerhaft.
Im Gegensatz dazu verschafften ihm seine Veröffentlichungen überregionale Bekanntheit, zwischen 1779 und 1785 erschien seine große Gartentheorie gleichzeitig in einer deutschen und einer französischen Ausgabe. Hirschfeld pflegte seine Kontakte zu anderen Garteninteressierten, wobei er sich unermüdlich für eine Aufwertung der Gartenkunst einsetzte. Aber auch die Obstbaumzucht war sein Anliegen: Die dänische Verwaltung erwarb Ende 1783 nördlich des Düsternbrooker Gehölzes drei aneinanderliegende Koppeln und ein Wohnhaus mit Scheune und Garten. Auf einer Fläche von etwa vier Hektar entstand die Königlich-dänische Fruchtbaumschule, deren Leitung Hirschfeld ohne zusätzliche Bezahlung innehatte (die benachbarte Forstbaumschule im Düvelsbeker Gehege unterstand August Christian Niemann).
Bereits 1777 hatte Hirschfeld den Titel eines wirklichen Justizrats erhalten. Während die Kopenhagener Kunstakademie sich beharrlich weigerte, Hirschfeld aufzunehmen, wurde er 1784 (oder 1785) Mitglied der Norwegischen Akademie der Wissenschaften. Die Königlich-Preußische Akademie der Wissenschaften in Berlin nahm ihn 1788 als Ehrenmitglied auf. Er bemühte sich mehrerorts vergeblich um eine Stelle als Gartendirektor.
Hirschfeld heiratete zweimal, 1771 Charlotte Amalie (von) H(a)usmann (1740–1777), Tochter eines dänischen Marineoffiziers, und nach deren Tod 1778 Charlotte Elisabeth Rieck (geborene von Hein, 1748–1789), Tochter eines Majors der Infanterie. Sein einziges Kind, die Tochter Henrietta Georgina Amalia (geboren 1772), starb im Alter von zwei Monaten. Hirschfeld starb vermutlich an den Folgen einer Wassersucht. Er wurde auf dem (späteren) St. Jürgen-Friedhof in Kiel beigesetzt.

## Werk und Bedeutung

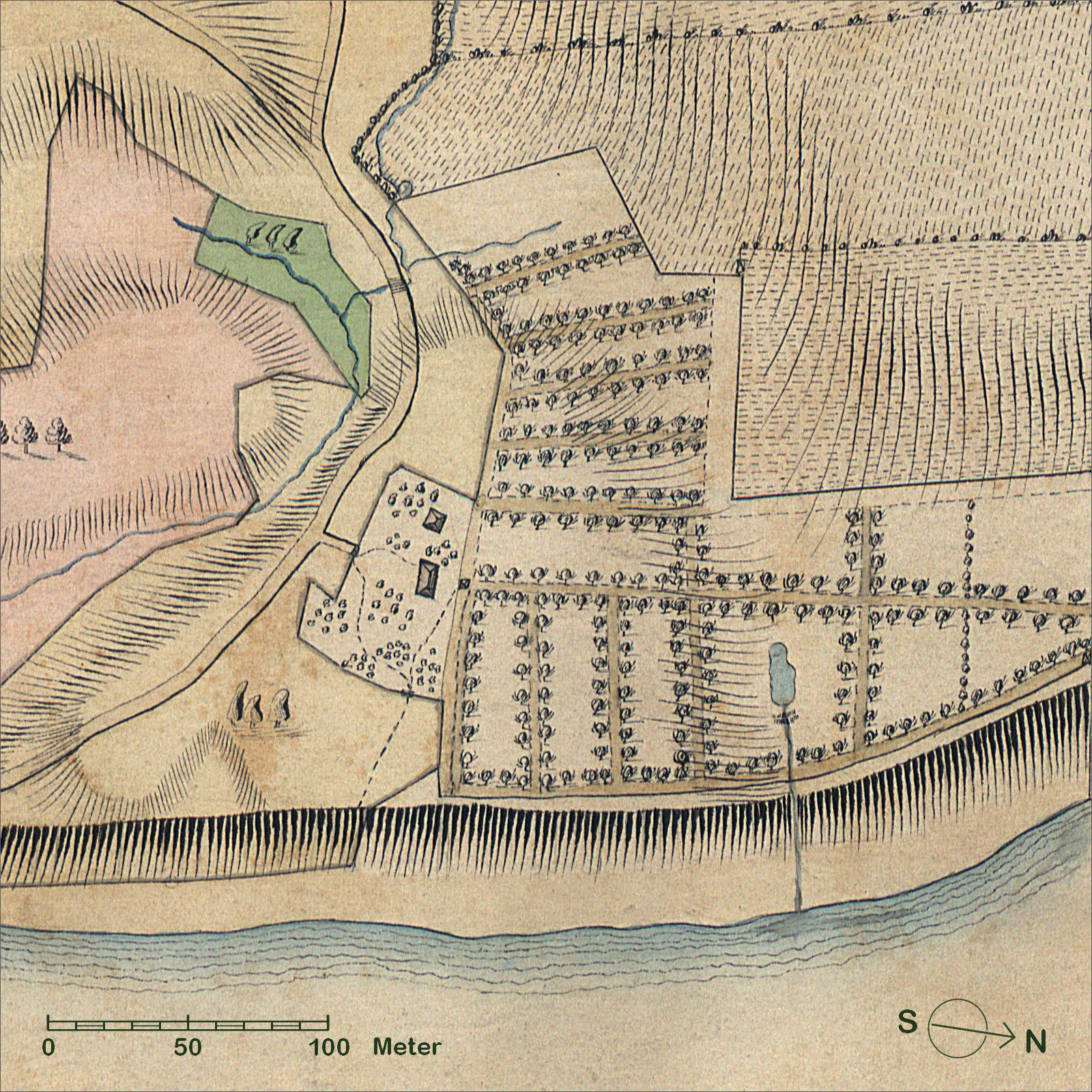
Fruchtbaumschule in Kiel-Düsternbrook, kartiert von W. Beck 1811, Ausschnitt (Landesarchiv Schleswig-Holstein)

Hirschfeld bot offenbar nur ein einziges Mal eine Vorlesung zu einem reinen Gartenthema an (er werde den hortorum culturam elegantiorem, den „eleganteren Gartenbau“ darlegen; angekündigt für das Sommersemester 1780). Beachtung dagegen erfuhr sein Hauptwerk, die Theorie der Gartenkunst, die vor allem durch die französische Übersetzung bekannt wurde. Hirschfeld trat darin entschieden für den Englischen Landschaftsgarten ein. Er orientierte sich dabei an Joseph Addison, Thomas Whately und William Chambers. Im Gegensatz zu Friedrich Ludwig Sckell hatte Hirschfeld England nie bereist und hatte auch nicht wie Sckell einen Garten entworfen oder angelegt. 
Dieser hatte ab 1777 den Schwetzinger Schlossgarten im Stil eines englischen Landschaftsgartens umgestaltet und wurde so zum Wegbereiter des neuen Gartenstils in Süddeutschland. Einen Garten im englischen Stil sah Christian Hirschfeld erstmals 1779 in Schierensee bei Kiel. Seine Vorstellungen von einer empfindsamen Stimmungslandschaft prägten die Landschaft seiner Kindheit, die ein Jahrhundert später „Holsteinische Schweiz“ genannt werden sollte, das anmutige Steilufer der Kieler Förde, welches im 20. Jahrhundert weitgehend zerstört wurde und die Eindrücke während seines Aufenthalts in Bern. 
Die Betrachtung von Landschaft unter moralphilosophischen Gesichtspunkten war eine zeitgenössische Idee von Jean-Jacques Rousseau, der 1761 in Julie oder Die neue Heloise einen der Natur folgenden Idealgarten vorgestellt hatte. In England entwickelte William Gilpin eine neue Sicht auf Landschaft, die ausschließlich ästhetischen Kriterien folgte. Hirschfeld vermittelte die Theorien der englischen Gartenkunst in vereinfachter Form und trug zur Verbreitung des Landschaftsgartens in Deutschland, Skandinavien und (durch die Aufsätze von Andrei Timofejewitsch Bolotow) Russland bei.

## Einfluss auf Caspar David Friedrich

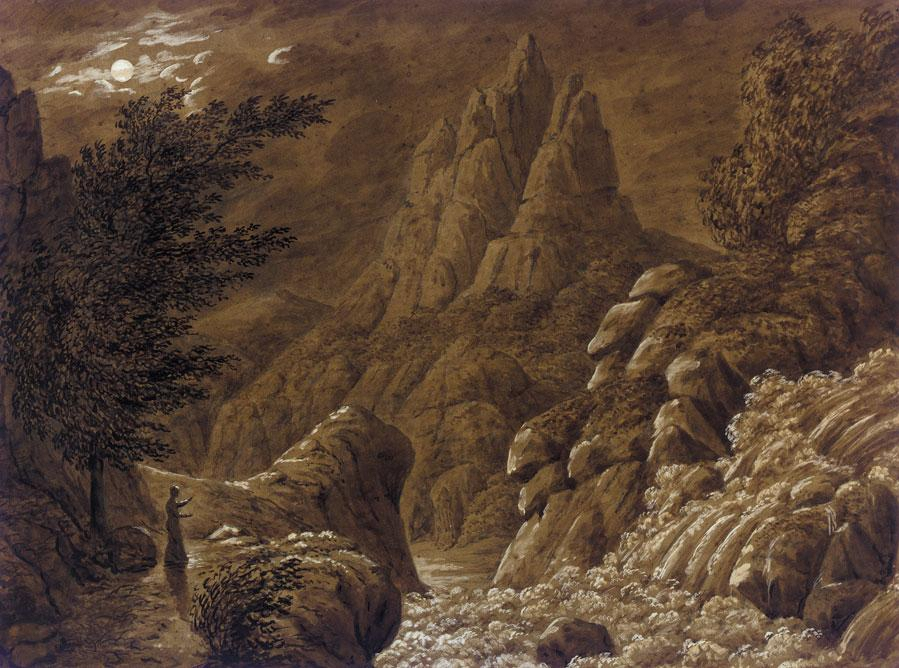
Caspar David Friedrich: Ideale Gebirgslandschaft mit Wasserfall. Um 1795, Sepia, mit weißer Deckfarbe gehöhnt, 50,1 × 69,8 cm, Essen, Privatbesitz

Hirschfeld hatte mit seiner „Theorie der Gartenkunst“ einen beachtlichen Einfluss auf Caspar David Friedrich und damit auf die Kunst der Romantik. Kunsthistoriker wie Willi Geismeier (1966) oder Helmut Börsch-Supan (1974) wiesen allgemein auf die Orientierung des Malers an den Vorstellungen Hirschfelds zur Ästhetik des Landschaftsgarten hin. 
Die Tuschezeichnung mit dem Titel „Ideale Gebirgslandschaft mit Wasserfall“ folgt detailliert einem Zitat von Thomas Whately in dem Artikel Observations on modern gardening mit der Beschreibung des berühmten Tals von Dovedale im englischen Derbyshire. Der Maler griff während seines gesamten Malerlebens auf dieses Textreservoir zurück, nicht nur in der Übertragung von Text in Bild, sondern auch bezüglich der Grundsätze und Ratschläge für den Landschaftsmaler. Soweit bekannt war Friedrich der einzige Maler seiner Zeit, der derart instruktiv mit dieser Lektüre umging.

## Veröffentlichungen (Auswahl)
Bücher zu Gartentheorie und Landschaft:
- Das Landleben (1767; mehrfach erweitert und illustriert, 1768, 1776)
- Briefe über die vornehmsten Merkwürdigkeiten der Schweiz ... (1769; nur ein Band erschienen)
- Anmerkungen über die Landhäuser und die Gartenkunst (1773)
- Theorie der Gartenkunst (1775, 1777; sogenannte „kleine Theorie“)
- Handbuch der Fruchtbaumzucht, 2 Teile (1788)
- Theorie der Gartenkunst, 5 Teile (1779–1785, 1990)
- Gartenkalender, 7 Ausgaben (1782–1789; ein weiterer Jahrgang als Kleine Gartenbibliothek, 1790)

Darüber hinaus veröffentlichte Hirschfeld zahlreiche Artikel in Zeitschriften (Nova acta eruditorum), redigierte die Kielische Gelehrte Zeitung von 1771 bis 1778 und verfasste eine Reihe moralphilosophischer Bücher. Auswahl:
- Der Winter, eine moralische Wochenschrift (1769, 1775)
- Betrachtungen über die heroischen Tugenden (1770)
- Von der Gastfreundschaft, eine Apologie für die Menschheit (1777)

Ein Teil der Schriften Hirschfelds wurde in andere Sprachen übersetzt. Auswahl:
- Het zomer-buitenleven, voorgesteld in XVIII zedekundige vertoogen (1771; Das Landleben, niederländisch)
- Aanmerkingen over de landhuizen en tuinkunst (1779; Anmerkungen über die Landhäuser ..., niederländisch)
- Théorie de l’art des jardins, 5 Teile (1779–1785, 1973; Theorie der Gartenkunst, französisch von Frédéric de Castillon)
- Haandbog om frugttræers opelskning, 2 Teile (1790 und 1794; Handbuch der Fruchtbaumzucht, dänisch von Andr. Svendsen)
- Landlivet (1823; Das Landleben, freie Übertragung ins Dänische von Hans Chr. Heger)
- Theory of garden design (2001; Theorie der Gartenkunst, gekürzte englische Übersetzung und Einleitung von Linda B. Parshall)

Hirschfeld ließ seine Werke mit Kupferstichen nach Zeichnungen unter anderem von Brandt, Weinlig, Schuricht und Zingg illustrieren, Stecher war häufig Christian Gottlieb Geyser. Die Thematik des Gartenkalenders wurde durch Wilhelm Gottlieb Becker mit dem Taschenbuch für Gartenfreunde (1795–1799) wieder aufgenommen.

## Entwicklung nach Hirschfelds Tod

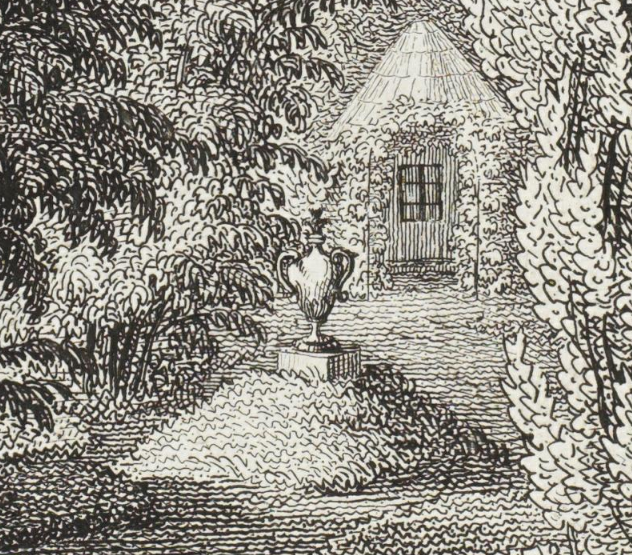
Denkmal für Hirschfeld im Seifersdorfer Garten, Kupferstich von Darnstedt (1792, Ausschnitt)

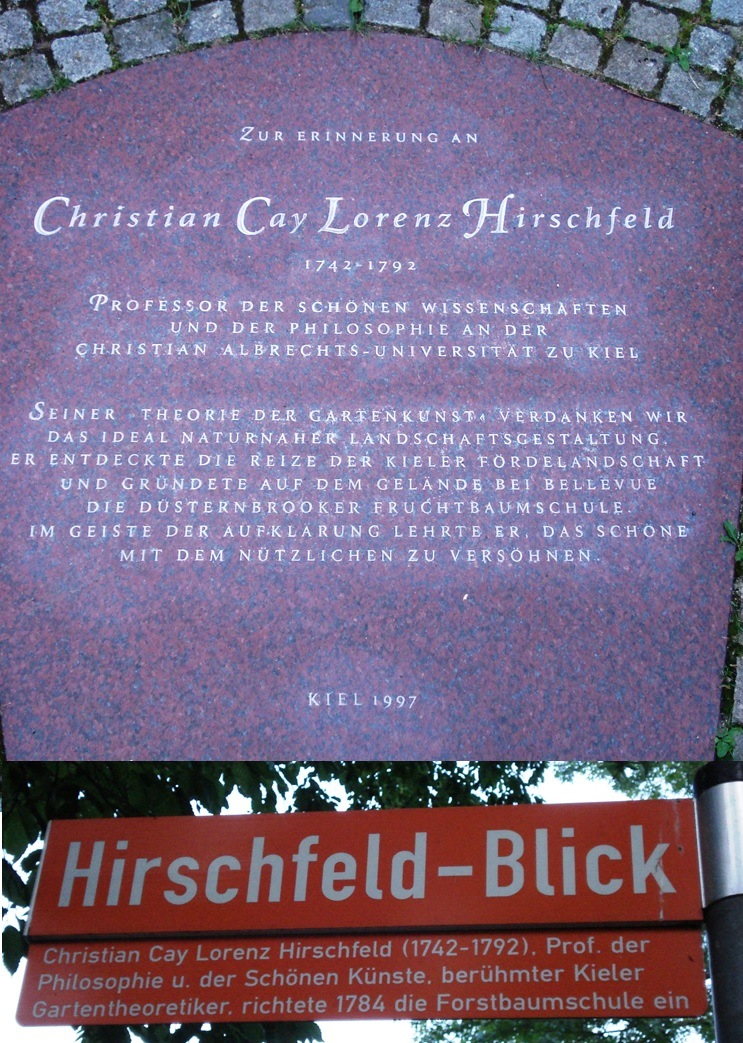
Gedenktafel für Christian Cay Lorenz Hirschfeld in Kiel & Straßenschild mit Begleittext

Die Leitung der Fruchtbaumschule übernahm nach Hirschfelds Tod 1792 Johann Jacob Paul Moldenhawer. 1796 wurde das baufällige Wohnhaus durch einen Neubau ersetzt. Seit 1822 hieß der nahegelegene Aussichtspunkt über der Kieler Förde Bellevue („schöne Sicht“). 1827 starb Moldenhawer, 1829 wurde die Baumschule privatisiert, 1846 eine neue Gastwirtschaft mit einem Aussichtspavillon errichtet, 1869 das Wohnhaus abgebrochen, es entstand ein Haus mit Übernachtungsmöglichkeit. Das Gelände der ehemaligen Baumschule wurde nach und nach parzelliert und überbaut. Das verbliebene Grundstück diente 1972 als Bauplatz für ein achtgeschossiges Hotel.

## Ehrungen
Christina von Brühl hatte Hirschfeld bereits zu Lebzeiten ein Denkmal im Garten von Schloss Seifersdorf setzen lassen (im Gartenführer von W. G. Becker beschrieben; Verbleib derzeit, das ist März 2012, ungeklärt). Die zweihundertste Wiederkehr seines Todestages 1992 nahm die Stadt Kiel zum Anlass, eine kleine Grünanlage am Rand der ehemaligen Baumschule als Hirschfeld-Blick zu benennen, 1997 wurde dort eine Gedenktafel in den Boden eingelassen.  Seit 2007 zeichnet die Kieler Bürgerstiftung alle zwei Jahre öffentliche Gärten mit dem Hirschfeld-Preis aus.
Kurz nach Hirschfelds Tod wurde die Pflanzengattung Hirschfeldia mit der einzigen Art H. incana zu seinen Ehren benannt (Erstveröffentlichung bei: Conrad Moench, Methodus plantas horti botanici et agri Marburgensis, 1794, Seite 264).